# Balassagyarmat

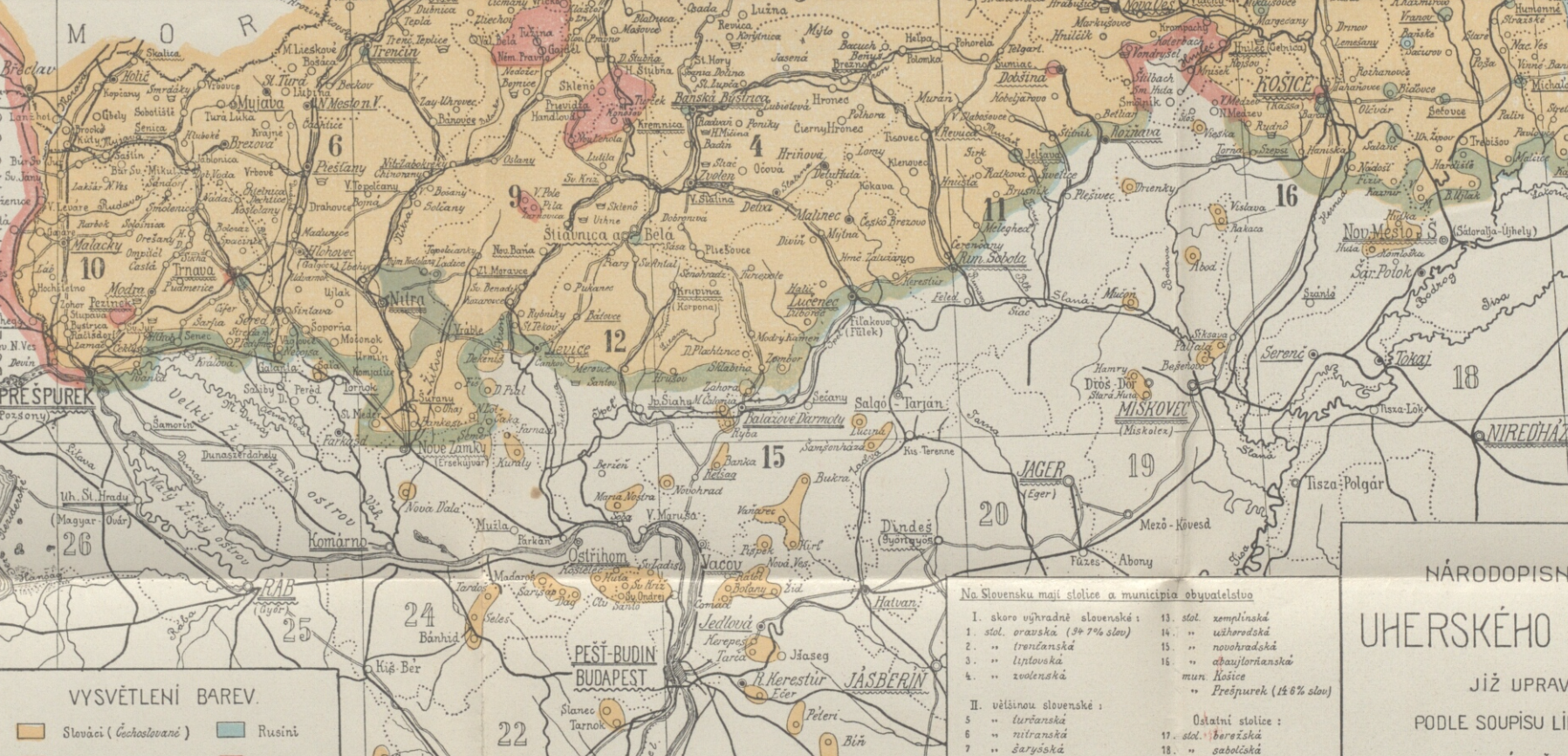
Balážové Ďarmoty na mapě z let 1910/1911

Balassagyarmat (slovensky Balážske Ďarmoty, česky Ďarmoty, dříve i Balážové Ďarmoty) je město v Maďarsku v župě Nógrád. Jedná se o druhé největší sídlo tohoto administrativního celku. Město má rozlohu 29,85 km² a žije v něm přibližně 14 tisíc obyvatel. Město je vnímáno jako jedno z centrum kmene Polovců (maďarsky Palóc).[zdroj⁠?!]

## Název
Název města je stejně jako v případě řady dalších maďarských měst složený z více částí. Odpovídá mu slovenský překlad Balažské Ďarmoty). První část názvu odkazuje na rod Balassů, který tradičně ve městě působil. Druhá část názvu (gyarmat) odkazuje na rod, který zde žil ještě ve středověku. 

## Historie

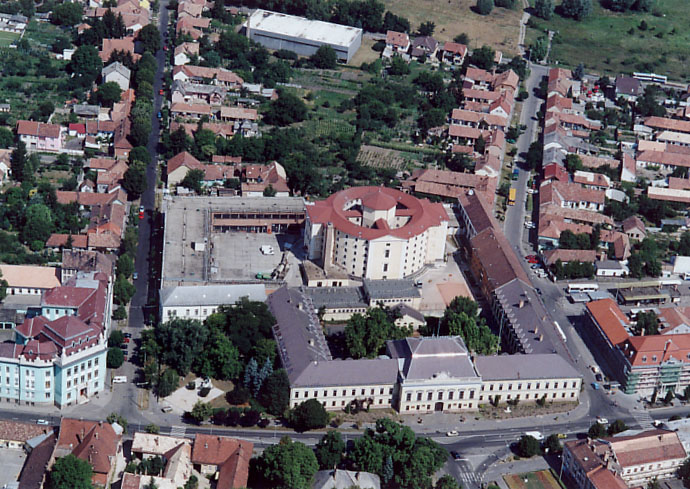
Historické centrum s bývalou budovou krajského soudu a věznicí

Nejstarší stopou osídlení byl archeologicky zjištěný bohatě vybavený hrob doby laténské, zdokumentovaný v městském muzeu. Během období existence Římské říše se zde usídlili Kvádové. Osada se nacházela na obchodní stezce, po níž byly vypravovány jejich karavany. První písemná zmínka o městě pochází z roku 1244. Místo prosperovalo díky řemeslům i obchodu. Svůj název má podle tehdejšího šlechtického rodu Balassů, kteří zde vlastnili rozsáhlé majetky. Byli také majiteli místního hradu. Roku 1437 získal Balssagyarmat statut města s tržními právy (maďarsky mezőváros). Ve středověku také přišli do města Židé. Později se zde usídlilo také pravoslavné obyvatelstvo, které zde mělo ale velmi malé zastoupení (na počátku 20. století zhruba dvacet lidí). Značnou část obyvatelstva tehdy tvořili také Slováci a Řekové.[zdroj?]
V roce 1552 obsadili zdejší kraj včetně Ďarmot osmanští Turci, vypálili a vydrancovali jej. V roce 1626 zde byl podepsán klid zbraní mezi rakouským císařem a tureckým sultánem. Při jejich vyhnání z dnešních Uher byla kompletně zničena původní pevnost, resp. hrad. K znovuosídlení došlo během 17. století, město se rychle rozrůstalo a v roce 1790 se stalo hlavním městem Novohradské župy a nábožensky kosmopolitním centrem. Ustanovení centra pro uvedenou župu bylo logickým krokem, neboť do té doby byly župní sněmy pořádány v různých městech (např. také v Lučenci). Mapy prvního vojenského mapování z konce 18. století město zmiňují pod názvem Balássa Gyarmat nebo také Ipoly Gyarmat a jako město s tržním právem. Patrný je jeho střed.

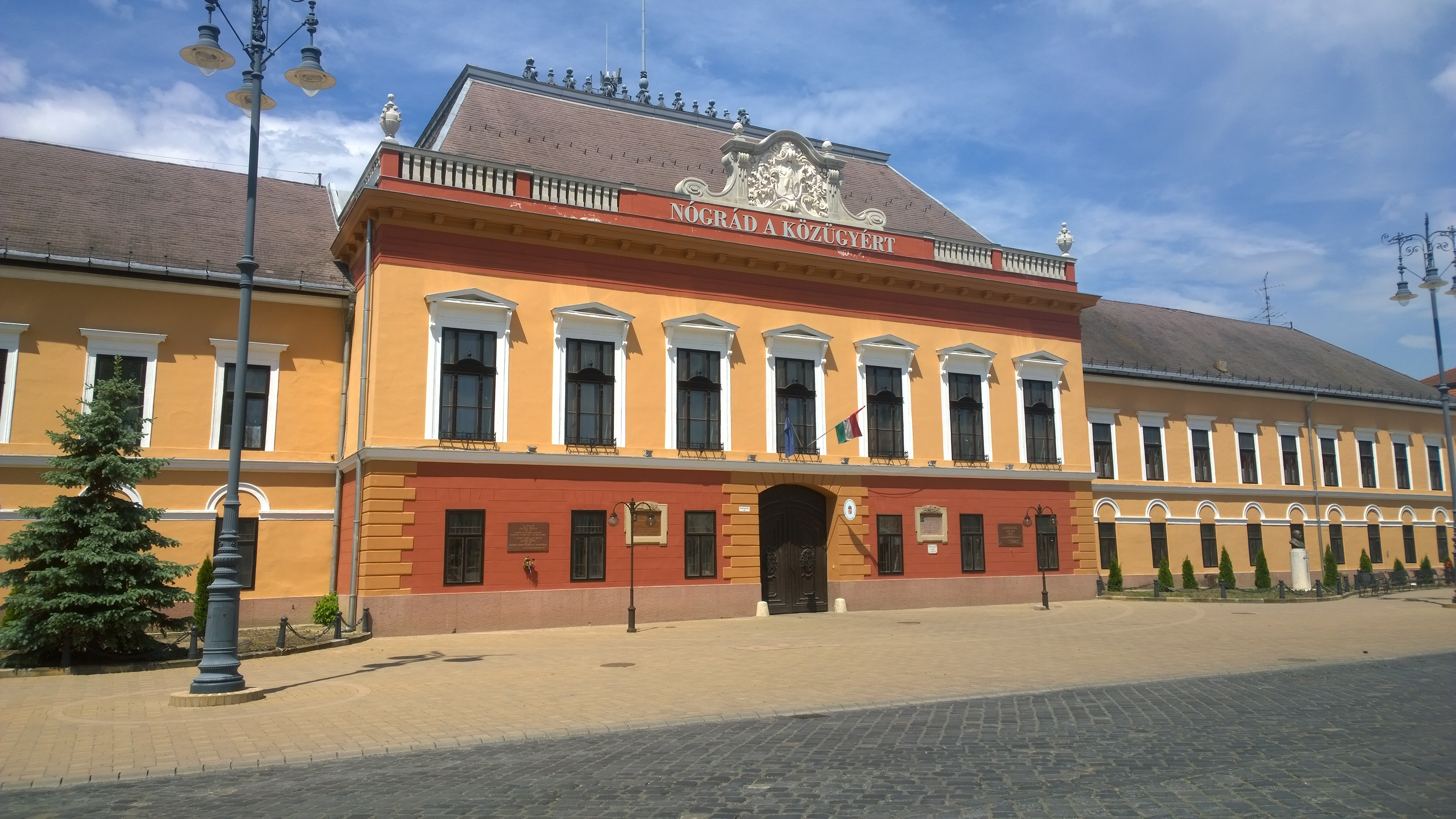
Vstupní průčelí bývalého krajského soudu a věznice

Okresní věznice s opevněnou věží zde byla vystavěna v roce 1845 a slouží dodnes, její umístění v samotném centru města (hned naproti radnici je urbanisticky ojedinělým jevem). Věznice je zaznamenána již na mapách druhého vojenského mapování. 
V druhé polovině 19. století byly položeny základy dnešního města: nové domy na hlavní ulici, veřejná nemocnice pro novohradskou župu. Postaveny byly nové budovy institucí, např. policejní ředitelství a dům četnictva (obojí vyprojektoval místní rodák Dezső Magos). Podobu města také do jisté míry určil architekt Gyula Wälder, později profesor na budapešťské technické univerzitě. V této době dosáhl počet obyvatel židovského vyznání téměř 40 % z celého počtu obyvatel města. Od roku 1868 získali v souladu s uherskými zákony rovná práva. V témže roce byla postavena také Velká synagoga. 
Modernizace Balassagyarmatu probíhala od konce 19. a na začátku 20. století. Tehdy zde bylo realizováno několik podstatných investic. V letech 1874 a 1890 zde například vznik parní mlýn a v roce 1912 na západním okraji města veřejná jatka. Značný stavební boom inicioval rozvoj průmyslu stavebnin a výstavbu nových cihelen podél řeky Ipeľ. Balassagyarmat však nebyl formálně ještě městem, měl pouze statut tzv. velké obce. V roce 1908 zde žilo 8585 obyvatel, stálo zde tisíc domů. Slibný trend nicméně zastavila první světová válka. Místní obyvatelstvo bylo mobilizováno a 16. pěší pluk, který zde byl před konfliktem dislokován, byl odvelen na východní frontu s Ruskem.

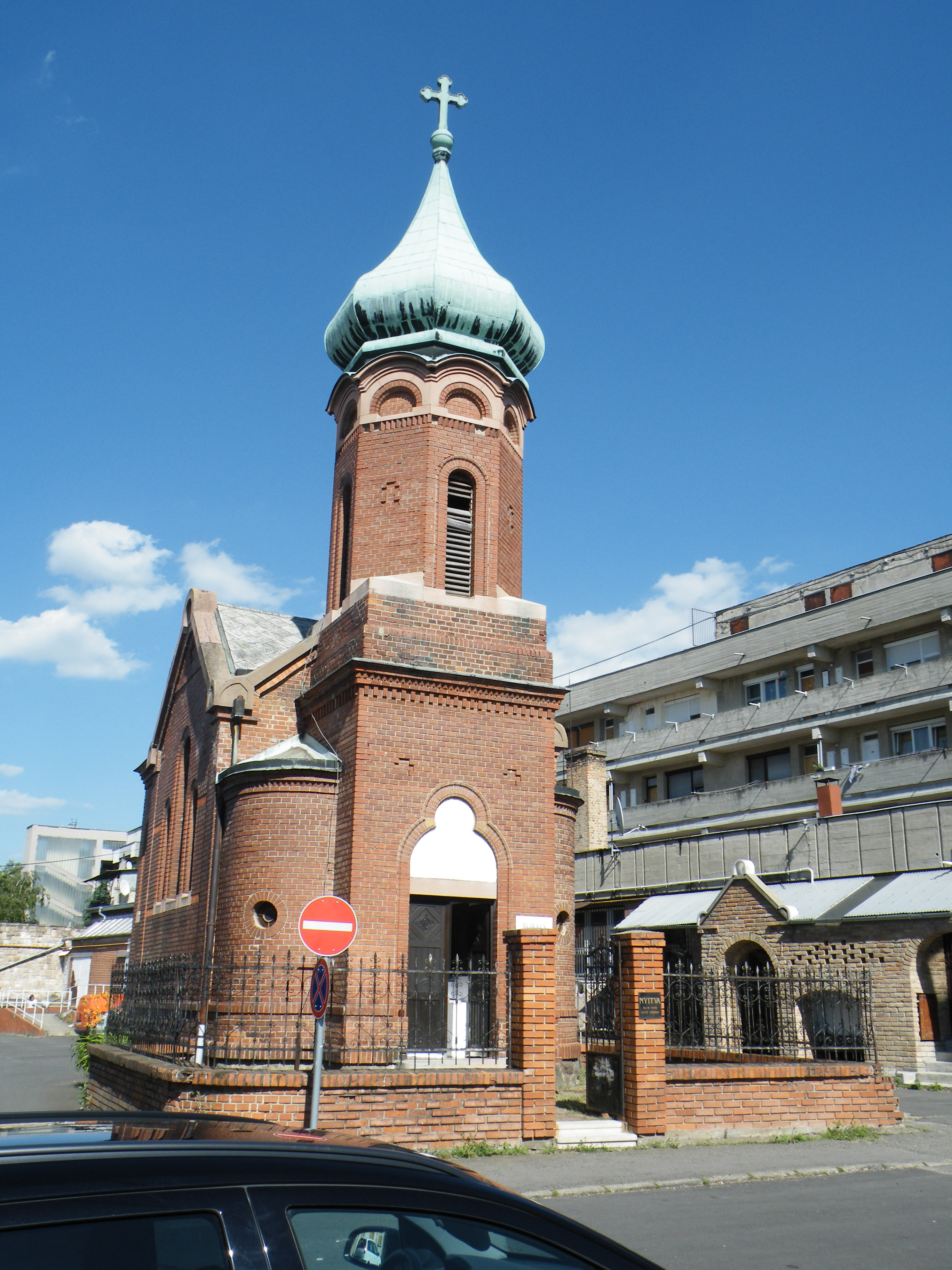
Srbský pravoslavný chrám

Podle ustanovení Trianonské smlouvy mělo toto pohraniční město připadnout Československu. V lednu 1919 proto Československá armáda vstoupila do města a obsadila strategická místa (telegrafní stanici, nádraží apod.) Byla zavedena vojenská správa. To vyvolalo pouliční boje. Silný a vytrvalý odpor maďarských obyvatel nakonec připojení města k ČSR zabránil. Do značné míry jim v tom dopomohl příchod maďarských vojáků se samopaly, který zvrátil rovnováhu sil. Občané města pronásledovali československé okupační jednotky přes řeku Ipeľ. Původní most přes řeku byl vyhozen do povětří. Maďaři pak svému městu udě̟lili titul „Civitas Fortissima“ (Nejstatečnější město) a dali na památku své samostatnosti postavit stejnojmenný pomník. Dnes tento latinský název nese hlavní náměstí v Balassagyarmatu. V roce 2009 byl o událostech natočen film s názvem A legbátrabb város. Hranice byla následně stanovena na břehu řeky Ipeľ a Československo získalo pouze malou část města, malou vesnici na pravém břehu řeky, dnes Ďarmoty (maďarsky Tótgyarmat).
Roku 1923 byl Balassagyarmatu navrácen statut města s vlastním zastupitelstvem. V roce 1926 se stal opět župním městem.
V roce 1926 byla k městu připojena obec Újkóvár, což byla vesnice před rokem 1918 spadající pod obec Koláre na druhém břehu Ipeľu. Vznikem Československa se ocitla na území jiného státu. 
Za druhé světové války byly po převratu v roce 1944 tři tisíce místních Židů nahnány do ghetta a později odvezeny transporty smrti do vyhlazovacích táborů. Dne 9. prosince 1944 vstoupily do města jednotky 2. ukrajinského frontu Rudé armády. Po válce se vrátilo pouhých 136 Židů zpět do města. Za války byla synagoga zbořena a nikdy nebyla obnovena.
V únoru 1945 zde vznikl přídělový výbor, který rozdělil půdu více než 11 000 rodinám.
V roce 1950 byl statut sídla správní jednotky přesunut do Salgótarjánu. Tam byl také rozvíjen i těžký průmysl, který měl pro tehdejší komunistickou vládu klíčový význam, navíc regionální centrum na samotných hranicích státu nebylo vnímáno jako vhodné. Samotný Balassagyarmat z hlediska rozvoje a dalších investic z celostátní úrovně tak ustoupil do pozadí. Nakonec bylo vládní rozhodnutí v šedesátých letech 20. století revidováno a nově se měl stát Balassagyarmat středně velkým průmyslovým městem. Realizována tak byla průmyslová zóna, do níž se usídlil závod na výrobu kabelů, továrna na nábytek, nový masokombinát nahradil původní jatka. Nachází se v jihovýchodní části města.
V roce 1973 se zde odehrálo v celém Maďarsku známé drama, kdy dva útočníci si vzali jako rukojmí dvacet žen z místní školy.
Po roce 1989 se od města odtrhly dvě vesnice: Patvarc a Ipolyszög.
Roku 1999 byla provedena regulace toku řeky Ipeľ a následně upravena i státní hranice se Slovenskem. Po vstupu Slovenska a Maďarska do schengenského prostoru došlo k lepšímu propojení města s nedalekým slovenským pohraničím. Byly postaveny nové silnice a nové mosty. Obě municipality také zahájily těsnější spolupráci. Diskutována byla myšlenka obnovy železničního spojení mezi Balassagyarmatem a Lučencem.

## Přírodní poměry
Město leží osmdesát kilometrů severně od Budapešti na levém břehu Ipeľu, na hranicích se Slovenskem. Na protějším, pravém, břehu, oddělena trianonskou hranicí z roku 1920, leží obec Slovenské Ďarmoty, okres Veľký Krtíš. Veľký Krtíš je nejbližším městem na území nedalekého Slovenska (cca 16 km severně). Dalšími bližšími sídly jsou Salgótarján (40 km východně) a Budapešť (65 km jižně). Západně od města se nachází národní park Dunaj-Ipeľ a močál Ipolyszög. Údolí řeky Ipeľ patří k turisticky atraktivním částem Maďarska.[zdroj?]

## Obyvatelstvo
Počet obyvatel dosáhl většiny v roce 1990, kdy překročil osmnáct tisíc. Od té doby postupně a pozvolna klesá (v roce 2008 mělo 16 529 obyvatel, nyní se pohybuje okolo patnácti tisíc). V roce 2011 se 83 % obyvatel přihlásilo k maďarské národnosti, 0,4 % k německé a 0,1 % ke slovenské. Zhruba 15 % obyvatel neuvedlo svoji národnost, město však lze předpokládat je dnes téměř celé maďarské.

## Hospodářství
V současné době jsou v Balassagyarmatu hlavními zaměstnavateli: továrna na výrobu silových kabelů, společnost produkující zakázkové výrobní linky, potom závod na elektromechanické komponenty a kompresory. Značná část obyvatelstva je zaměstnávána rovněž ve službách a investice probíhají i v oblasti turistiky. Byla např. zmodernizována místní galerie, po roce 2013 bylo přebudováno centrum města s pěší zónou. 

## Doprava
Město je napojené na maďarskou železniční síť; vedou sem dvě trati: trať Aszód – Ipolytarnóc a trať z Vácu. Železniční trať vedená údolím Ipeľu je dlouhodobě mimo provoz, jak Balassagyarmat, tak Lučenec mají zájem na obnovení provozu.
Směřuje sem také silnice celostátního významu č. 22. Výhledově se k městu má přiblížit také dálnice M2. Autobusové nádraží se nachází na severním okraji města, u slovenské hranice. Pravidelná autobusová doprava do města funguje od roku 1932.

## Školství
Ve městě se nachází gymnázium a další střední školy. Stojí zde také pět škol základních (včetně základní umělecké školy Márka Rózsavölgyiho).

## Sport
Ve městě byla roku 2023 otevřena nová házenkářská hala.

## Pamětihodnosti

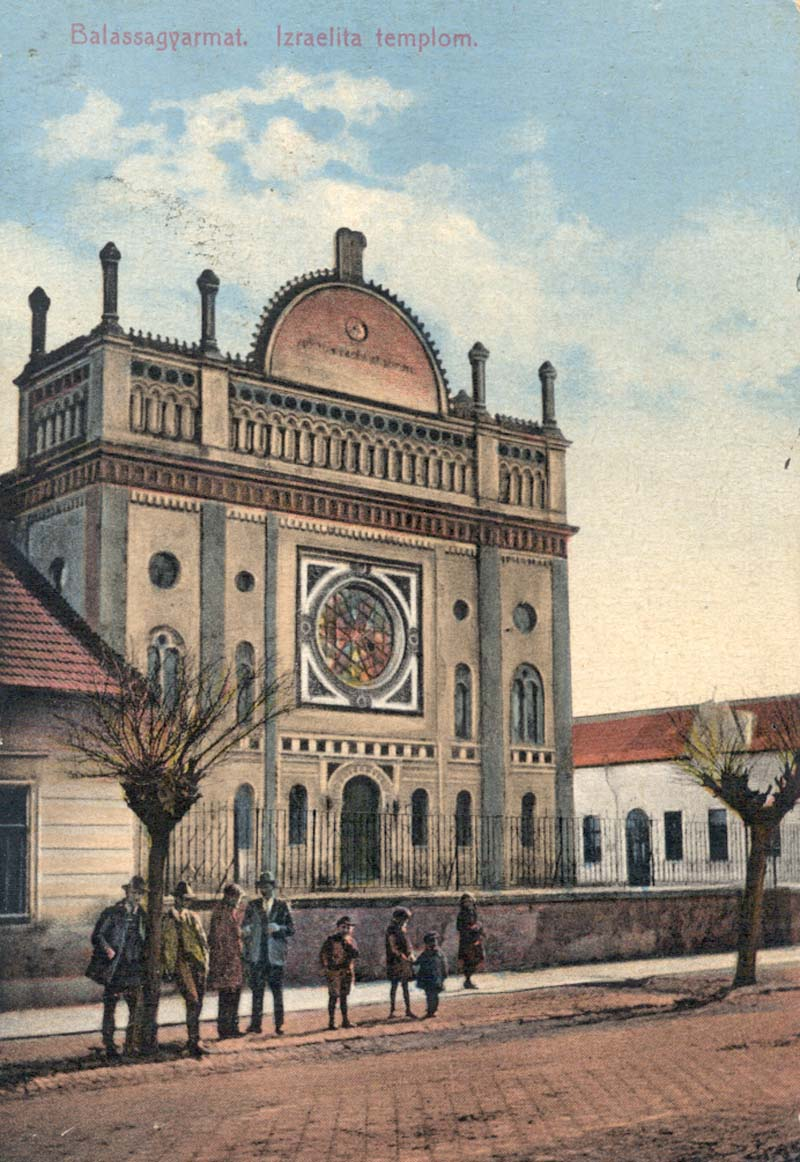
Synagoga na pohlednici ze začátku 20. století

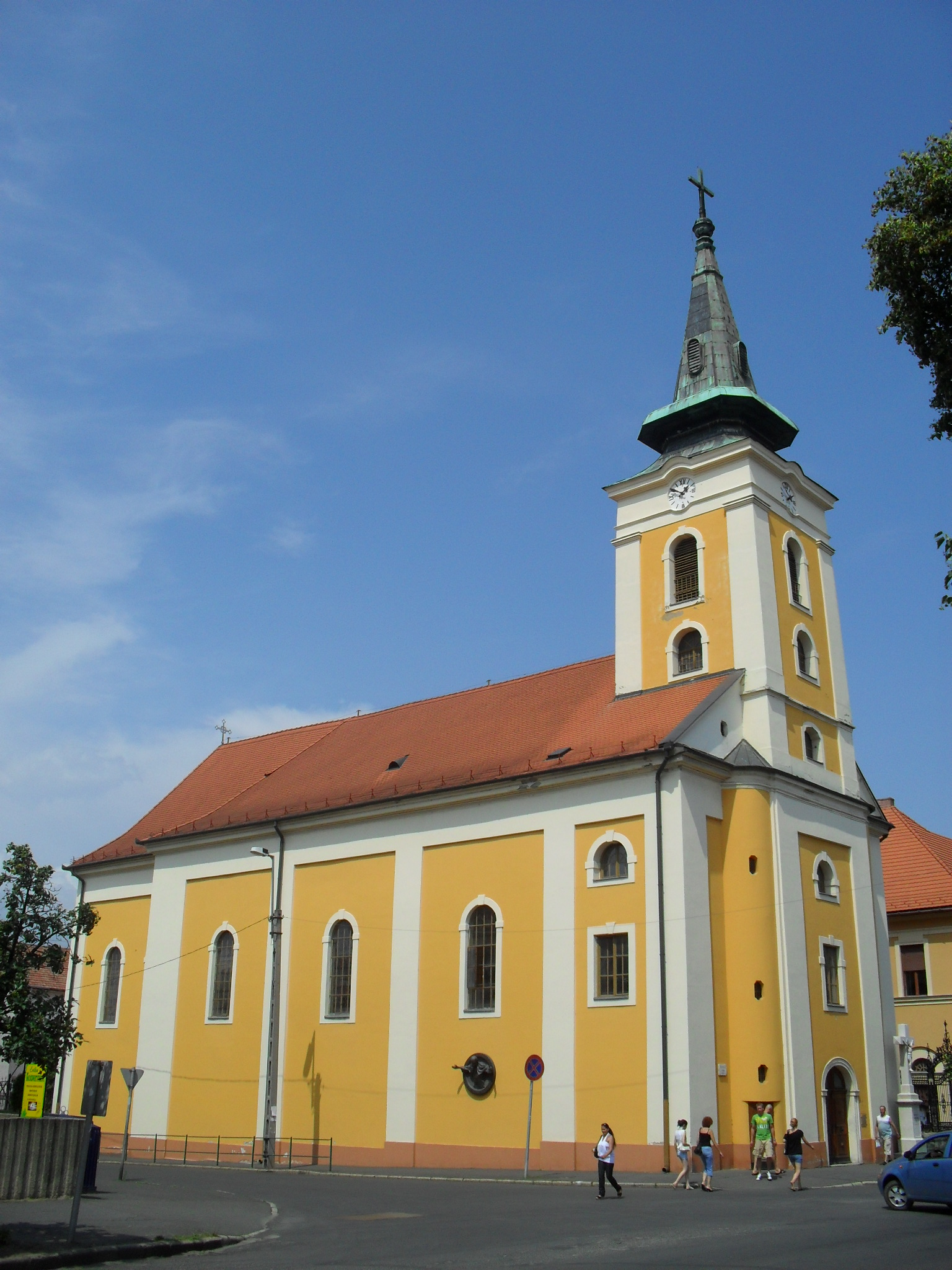
Římskokatolický chrám

- Komplex budov bývalého krajského soudu s věznicí uprostřed, klasicistní stavby z počátku 19. století
- Bývalá radnice, klasicistní budova architekta Ference Kasselika z let 1832–1835
- Dům spisovatele Kálmána Mikszátha
- Szentháromság, barokní římskokatolický kostel Nejsvětější Trojice, stavba z let 1740–1746
- Evangelický kostel, pozdně barokní stavba, 1785–1786
- Srbský pravoslavný kostel z 19. století
- Židovský hřbitov; původní synagogu zničili nacisté
- Bývalý hotel Balassa, klasicistní budova s pamětní deskou na pobyty maďarského básníka slovenského původu Sándora Petőfiho
- Obytný dům Kálmána Mikszátha (Madách utca 8.)
- Obytný dům Szabó Lőrince (Szabó Lőrinc utca 10.)
- Barokní dvoupatrové měšťanské domy z doby kolem roku 1780 (na hlavní ulici)
- Secesní vilová kolonie – cca 1910 (ulice Bajcsy-Zsilinszkého)
- Palóc-ház, Pálocův dům, nyní národopisné muzeum. Obklopen je Povlovcovským sadem (maďarsky Palóc-liget)
- Muzeum jízdních kol a cyklistiky (maďarsky Pannónia Motorkerékpár Múzeum)
- Csillag-ház (Hvězdový dům), regionální muzeum umění
- župní úřad (budova navržená Ferencem Kasselikem, postavena v letech 1832 až 1835)
- Jánossyho galerie (dříve městská galerie, dnes pojmenována po Ferencovi Jánossym.
- Kulturní centrum Kálmána Mikszátha (maďarsky Mikszáth Kálmán Művelődési Központ)
- Městská knihovna Imreho Madácha
- Galerie Endreho Horvátha

## Osobnosti
- Narodil se zde Josef Dobrovský.[19]
- Na místním hřbitově (v blízkosti hřbitova židovského) se nachází hrob 10 československých vojáků, kteří ve městě a jeho blízkosti padli v Maďarsko-československé válce mezi lednem a červnem 1919. Na pomníku je nápis "ZDE ODPOČÍVAJÍ HRDINOVÉ, KTEŘÍ POLOŽILI SVÉ ŽIVOTY PŘI PLNĚNÍ SVÝCH POVINNOSTÍ / AZ 1919 BEN - ELESETT CSEHSZLOVÁK KATONÁK EMLÉKÉRE".
- Márk Rózsavölgyi (1789–1848), hudebník a skladatel
- Maier Zipser (1815–1869), rabín
- Kálmán Mikszáth (1847–1910), maďarský spisovatel
- Károly Balogh de Mankó Bük (1879–1944), maďarský státník a spisovatel
- Iván Nagy heraldik a historik
- János Zádori (1831–1887), římskokatolický kněz
- Dezső Magos (1884–1944), maďarský architekt
- Zoltán Szlezák (* 1967), fotbalista
- Ernő Zórád (1911–2004), grafik, kreslíř a malíř
- Viktória Eszményi (* 1959), zpěvačka
- Károly Jobbágy (1921–1998), básník a překladatel
- Iván Markó (* 1947), tanečník baletu
- György Udvardy (* 1960), arcibiskup ve Veszprému.
- Ferenc Palánki (* 1964), římskokatolický biskup
- Péter Kőszeghy (* 1971), skladatel
- Orsolya Szatmári (* 1975), zpěvačka populární hudby

## Partnerská města
- Dej, Rumunsko
- Heimenkirch, Německo
- Ostrolenka, Polsko
- Lamezia Terme, Itálie
- Slovenské Ďarmoty, Slovensko